# All Nations Festival
Das All Nations Festival war eine eintägige, jährlich stattfindende Veranstaltung in Berlin, bei der mehrere Botschaften und Kulturinstitute einen Tag der offenen Tür anboten. Die Veranstaltung wurde von der Berliner Gesellschaft für internationale Begegnung (BGiB) organisiert. Kooperationspartner waren die SOS-Kinderdörfer sowie be Berlin.

## Entstehungsgeschichte und Entwicklung
Die Veranstaltung wurde erstmals im Jahr 2001 durchgeführt. Die Teilnahme der Staaten war freiwillig und variierte von Jahr zu Jahr. Zum 6. All Nations Festival am 20. Mai 2006 waren 29 Botschaften geöffnet. Das Festival zählte 9000 Besucher. Das 8. All Nations Festival mit 25 teilnehmenden Botschaften fand am 5. Juli 2008 statt, einen Tag nach der Eröffnung der neuen Amerikanischen Botschaft am Pariser Platz. Zum 10-jährigen Jubiläum wurde das Festival als Ausgewählter Ort der Initiative Deutschland – Land der Ideen ausgezeichnet.
Im Jahr 2011 stand die Veranstaltung unter dem Thema „Schule“. Die Besucher erhielten einen Einblick, wie Schulsysteme in anderen Ländern aufgebaut sind und welche Anforderungen Schüler dort erfüllen müssen. Daneben wurden wie in jedem Jahr Kulturveranstaltungen sowie landestypische Spezialitäten angeboten. Der Koordinator der Veranstaltung, Carsten Diercks, erwartete im Jahr 2011 wie auch in den Vorjahren, rund 15.000 Besucher.

## Festival Pass
Der Eintritt in die Botschaften war kostenlos. Wer wollte, konnte sich vorab bei den Touristeninformationen der Stadt, den Berlin Infostores, einen Festival Pass besorgen. Dabei handelte es sich um ein einem Reisepass nachempfundenes Heft, in dem die teilnehmenden Institutionen mit einer Anfahrtsskizze aufgeführt waren. Weiterhin befanden sich in dem Heft freie Seiten, auf die sich der Teilnehmer in der jeweiligen Botschaft einen fiktiven Visa-Stempel einbringen lassen konnten.

## Sonstiges
Für den Einlass war ein gültiger Personalausweis oder Reisepass erforderlich. Das Festival findet mittlerweile (2018) nicht mehr statt; auf der Website werden Termingründe und das Fehlen von Sponsoren als Gründe dafür genannt.